# Marginales (barra brava)
Los Marginales es la barra brava chilena hincha del Club de Deportes Provincial Curicó Unido, fundada el 12 de octubre de 1997 en la ciudad de Curicó, Región del Maule.
Es considerada una de las hinchadas más organizadas del fútbol chileno, y destaca por su arraigo local y su activa participación cultural y social en Curicó.

## Historia

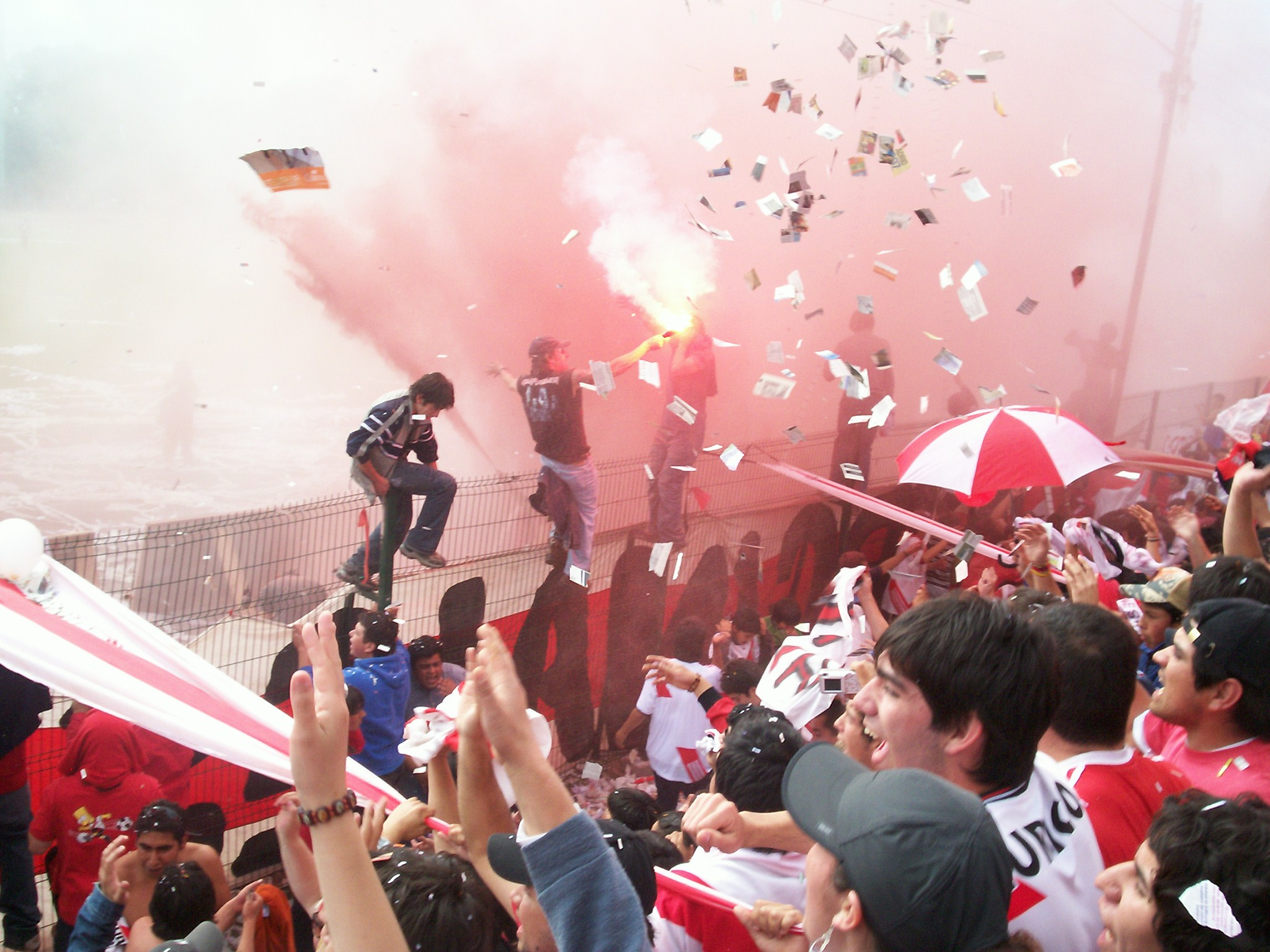
Marginales recibiendo a jugadores el año 2006 durante un partido en el Estadio La Granja.

El nombre y la identidad de la barra nacen el 12 de octubre de 1997, cuando un grupo de jóvenes seguidores del club (inspirados por la cultura rock, punk y underground curicana) colaboró para costear el primer bombo tras reunir fondos en viajes a partidos de la selección chilena, aunque en 1995 ya aparecía un lienzo alusivo, fue en 1997 cuando se consolidó formalmente como grupo.
Con el tiempo el movimiento creció y motivó a más personas a seguir al equipo de la ciudad, lo que ayudó a mejorar la situación del club y a aumentar considerablemente el aliento del público en el estadio para ver al "Curi". El 29 de noviembre de 2004, con la idea de darle una mayor organización, obtuvieron la personalidad jurídica, bajo el nombre de "Centro Social, Deportivo y Cultural Marginales", se aprobaron los estatutos y se eligió a la primera directiva. Junto con el crecimiento de la hinchada, también el club se revolucionó y Marginales pasó a ser tomada en cuenta por el resto de la población curicana, y ser reconocidas como una de las hinchadas más organizadas del fútbol chileno por la creación de un fuerte vínculo entre los ciudadanos y el equipo, además de participar activamente en protestas contra diversos problemas sociales que aquejan a la ciudad, dejando huella a nivel internacional en el partido de Curicó Unido en Paraguay, por Copa Libertadores 2023.
Artículos locales y testimonios de hinchas señalan que Los Marginales sostuvieron al club durante años difíciles en Tercera División, incluso cuando había pocas decenas de personas en la cancha.

## Ideología y propósito
La barra promueve un fuerte sentido de identidad local curicana, en contraposición a un fútbol mercantilizado y distante de su gente. Sus miembros han defendido el modelo de propiedad social del club, con extensas reuniones de socios, participación y rechazo a transformaciones hacia sociedades anónimas deportivas.
Operan como agrupación barrial con valores de resistencia cultural, pasión comunitaria y apoyo incondicional al equipo —sea en triunfos o derrotas—, manteniendo vínculos estrechos con la ciudad y su historia deportiva.

## Día Internacional del Hincha de Curicó Unido
Desde el año 2014 en adelante, se instauró el día 29 de diciembre como el "Día Mundial del Hincha de Curicó Unido", fecha emblemática para los seguidores del Curi Curi, ya que ese día en 2005, Curicó Unido venció a Iberia de Los Ángeles, y logró su ascenso a Primera B, tras 15 años consecutivos en la Tercera categoría del fútbol chileno. Se celebra con una reunión en la Alameda Manso de Velasco de la ciudad, frente al anfiteatro, en donde bandas musicales invitadas animan el evento, y sirve para unir a los hinchas albirrojos y recordar anécdotas en torno al momento del regreso al profesionalismo.

## Incidentes y controversias
Una de las acciones más controversiales de Los Marginales se sucitó durante un partido contra O’Higgins en julio de 2013, donde desplegaron banners burlones alusivos a los 16 hinchas fallecidos en la tragedia de Tomé. Esta acción fue criticada por dirigentes del club, la Asociación Nacional de Fútbol y medios de comunicación.